# Horace Rice

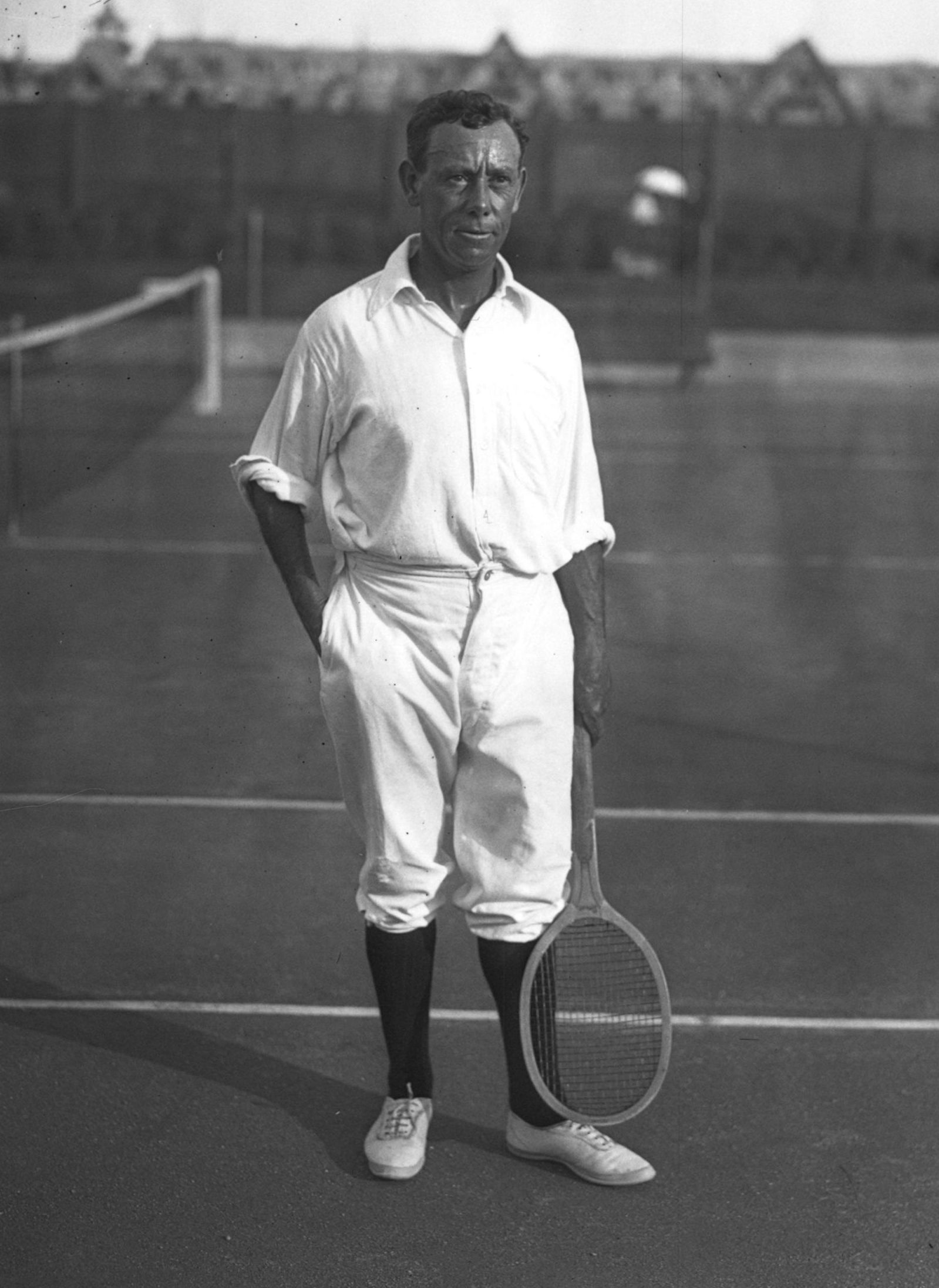
Horace Rice (1913)

Horace Baldwin „Horrie“ Rice (* 5. September 1872 in Sydney; † 18. Januar 1950 ebenda) war ein australischer Tennisspieler.

## Karriere
Rice nahm ab 1898 an Tennisturnieren teil. 
Im Jahr 1907 gewann er als dritter Tennisspieler die Australischen Meisterschaften. Diesen Erfolg konnte er in den Folgejahren nicht wiederholen, stand jedoch in den Jahren 1910, 1911 und 1915 im Finale. Außerdem gewann er 1910 zusammen mit Ashley Campbell und 1915 mit Clarence Todd die Doppelkonkurrenz. Den Wettbewerb im gemischten Doppel gewann er an der Seite von Sylvia Lance Harper 1923.
1913 trat Rice ein einziges Mal bei den Wimbledon Championships an, unterlag aber Alfred Beamish klar in drei Sätzen. Im selben Jahr kam er gegen die Vereinigten Staaten zu seinem einzigen Einsatz in der australischen Davis-Cup-Mannschaft. Er absolvierte zwei Einzelpartien, die er beide verlor.
Horace Rice starb 1950 im Alter von 77 Jahren in Sydney.

## Titel

### Einzel
| Nr. | Jahr | Turnier                                       | Belag | Finalgegner            | Ergebnis      |
| --- | ---- | --------------------------------------------- | ----- | ---------------------- | ------------- |
| 1.  | 1907 | Meisterschaften von Australien und Neuseeland | Rasen | Harry Alabaster Parker | 6:3, 6:4, 6:4 |

### Mixed
| Nr. | Jahr | Turnier                      | Belag | Partnerin           | Finalgegner                       | Ergebnis      |
| --- | ---- | ---------------------------- | ----- | ------------------- | --------------------------------- | ------------- |
| 1.  | 1923 | Australische Meisterschaften | Rasen | Sylvia Lance Harper | Margaret Molesworth Bert St. John | 2:6, 6:4, 6:4 |